# Nazzareno (nome)
Nazzareno  è un nome proprio di persona italiano maschile.

## Varianti
- Maschili: Nazareno[1][3]
- Femminili: Nazzarena, Nazarena[1][3]

### Varianti in altre lingue
- Catalano: Natzarè[4]
- Latino: Nazarenus[1][2]
- Spagnolo: Nazareno[4]

## Origine e diffusione
Deriva dal latino Nazarenus, epiteto di Gesù Cristo usato anche nella Bibbia, che vuol dire "originario di Nazaret", lo stesso significato del nome Nazario.
Negli anni settanta il nome era attestato in tutta Italia, con maggior frequenza nel Lazio, e se ne contavano circa 22 000 occorrenze, più 3 600 della variante "Nazareno" e, per i femminili, 7 000 per Nazzarena e 1 400 per Nazarena, questo'ultimo accentrato in Sicilia.

## Onomastico
Nessun santo ha mai portato questo nome, che quindi è adespota; l'onomastico può essere festeggiato eventualmente il 1º novembre, festa di Ognissanti.

## Persone

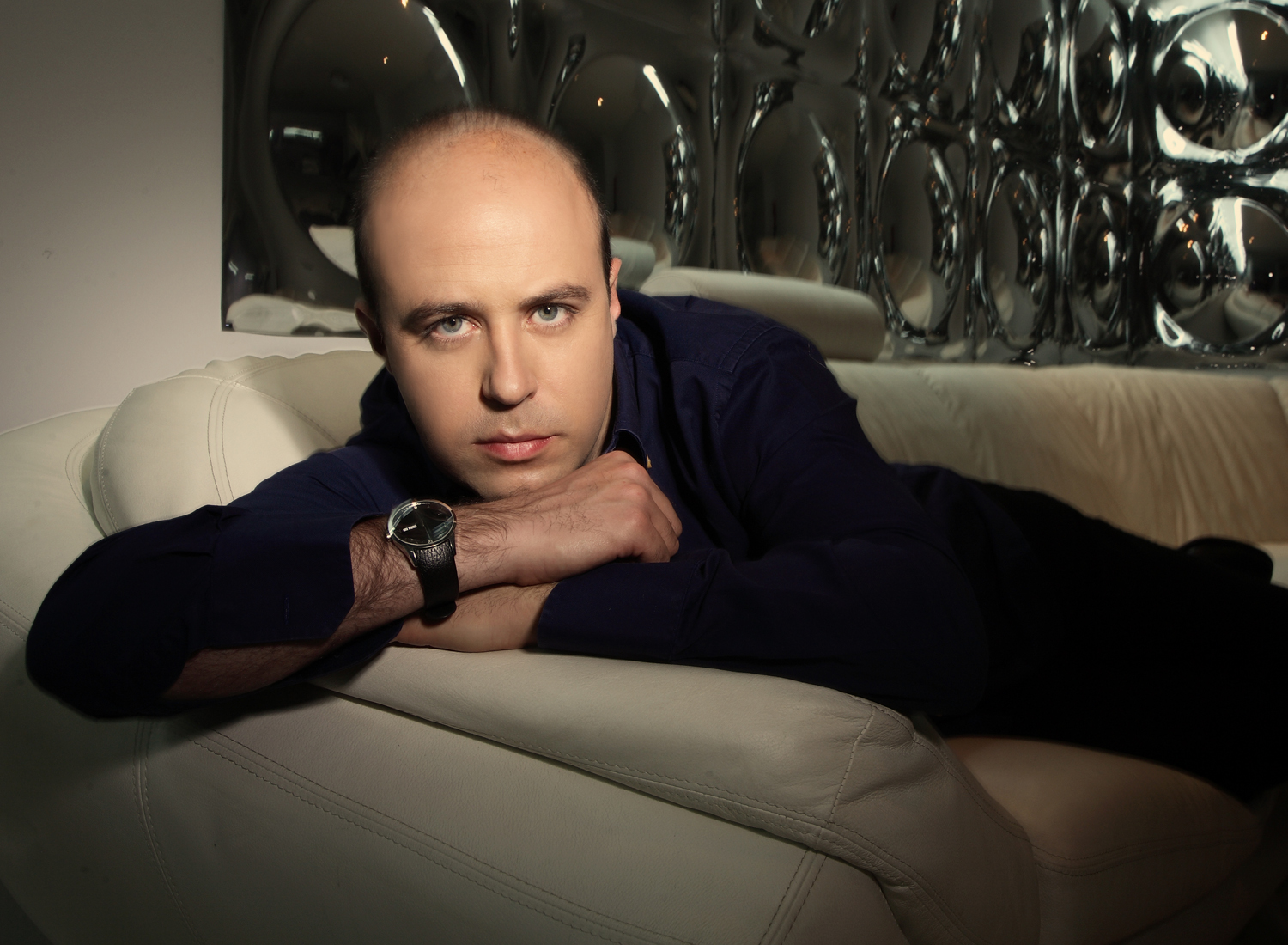
Nazzareno Carusi

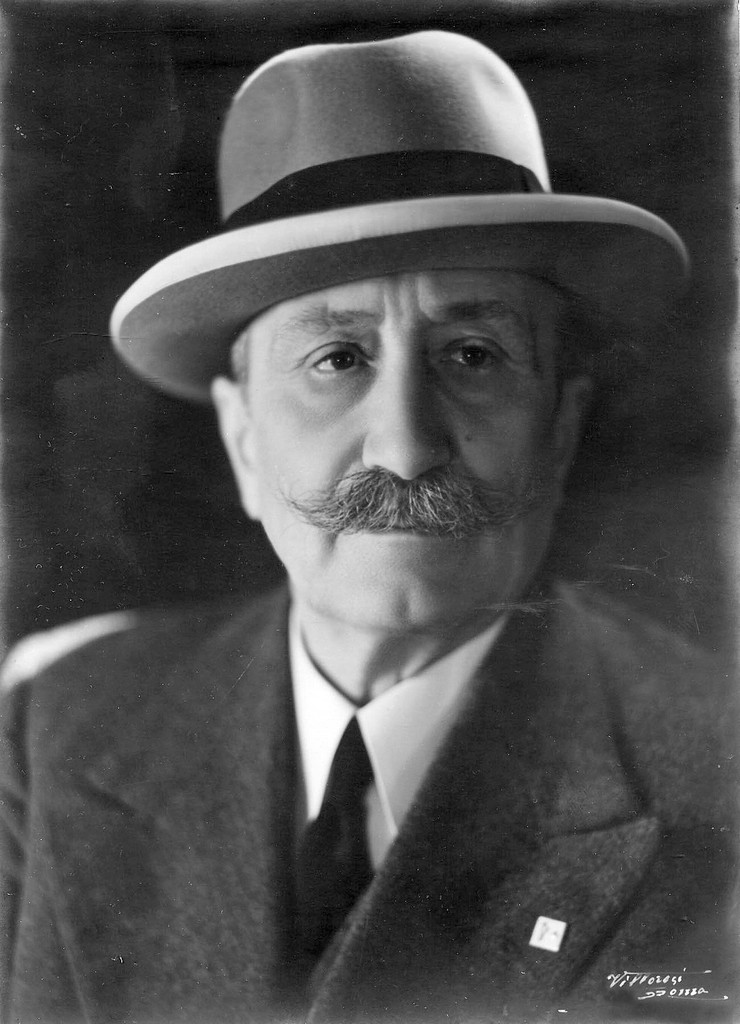
Nazareno Strampelli

- Nazzareno Canuti, calciatore italiano
- Nazzareno Carusi, pianista italiano
- Nazzareno Cipriani, pittore italiano
- Nazzareno De Angelis, basso italiano
- Nazzareno Marconi, vescovo cattolico e biblista italiano
- Nazzareno Mezzetti, sindacalista e politico italiano
- Nazzareno Natale, attore italiano
- Nazzareno Tarantino, calciatore e allenatore di calcio italiano
- Nazzareno Zamperla, stuntman e attore italiano

### Variante Nazareno
- Nazareno Biscarini, architetto italiano
- Nazareno Fabbretti, giornalista e presbitero italiano
- Nazareno Luna, calciatore argentino
- Nazareno Padellaro, pedagogista, dirigente pubblico e scrittore italiano
- Nazareno Patrizi, presbitero italiano
- Nazareno Strampelli, agronomo, genetista e politico italiano
- Nazareno Taddei,  presbitero, linguista e regista italiano
- Nazareno Vitali, insegnante e politico italiano

### Varianti femminili
- Nazzarena Grilli, calciatrice e allenatrice di calcio italiana
- Nazarena Majone, religiosa italiana